# Who Shall Take My Life?
Who Shall Take My Life?  è un film muto del 1917 diretto da Colin Campbell. Prodotto dalla Selig, il film aveva come interpreti Tom Santschi, Fritzi Brunette, Edward Coxen,  Bessie Eyton, Harry Lonsdale, Eugenie Besserer.

## Trama
Kate Taylor, abbandonata da Bill O'Shaughnessy per un'altra donna, medita la vendetta. Un giorno, Bill,  tornato a casa per recuperare degli oggetti che gli appartengono, rivede Kate: tra i due nasce un litigio che viene sentito da Lou, la sorella gemella di Kate che è andata a vivere con lei. Quando Bill se ne va, le due sorelle litigano tra di loro e Lou, colpita da Kate, cade a terra. La donna fugge via e, quando i vicini trovano il corpo della morta, credono tutti che si tratti di Kate che, poco prima, è stata vista litigare con Bill il quale viene accusato dell'omicidio. Si tratta della vendetta perfetta per Kate che parte insieme a Frank Coswell. Questi, però, viene arrestato per un altro omicidio e, in prigione, si trova nella cella vicina a quella di Bill. Anche se gli dice che Kate è ancora viva, si rifiuta di dirgli dove si trova la donna se non il giorno prima dell'esecuzione. Il cappellano del carcere, informato dell'indirizzo di Kate, promette di salvare il condannato, andando alla ricerca di Kate. Ma, quando finalmente la trova e lui telefona alla prigione per fermare l'esecuzione, scopre che Bill è stato giustiziato prima che la sua innocenza fosse dimostrata.

## Produzione
Il film fu prodotto dalla Selig Polyscope Company. Lo sceneggiatore Gilson Willets scrisse un prologo che, in fase di produzione, sarebbe durato due rulli, riscrivendo anche la storia originale di Maibelle Heikes Justice.

## Distribuzione
Distribuito da The Film Market, il film - presentato da William Nicholas Selig (con il nome William N. Selig) - uscì nelle sale cinematografiche statunitensi nel dicembre 1917.

### Conservazione
Non si conoscono copie ancora esistenti della pellicola che viene considerata presumibilmente perduta.